# Psychotria kairoana
Psychotria kairoana är en måreväxtart som beskrevs av Seymour Hans Sohmer. Psychotria kairoana ingår i släktet Psychotria och familjen måreväxter. Inga underarter finns listade i Catalogue of Life.